# Papá soltero
Papá soltero es una serie de televisión mexicana transmitida de 1987 a 1994. Fue producida por Luis de Llano Macedo y transmitido por el Canal de las Estrellas. Está protagonizada por César Costa, Luis Mario Quiroz, Edith Márquez, Gerardo Quiroz, con las actuaciones especiales de José Luis Cordero, Aurora Alonso y Octavio Galindo.

## Argumento
César Costa interpreta a César, un padre soltero (viudo en realidad) que tiene que guiar por el buen camino a sus tres hijos: Miguel (Gerardo Quiroz), el hijo mayor, Alejandra (Edith Márquez) y Cesarín (Luis Mario Quiroz), el hijo menor. La trama se desarrolla en la Ciudad de México, en un edificio residencial ubicado en la colonia Noche Buena, en el sur de la ciudad, a finales de los 80 y a mediados de los 90.
En el edificio donde habita esta familia también coexisten con el hijo de la portera "Pocholo" (José Luis Cordero) el conserje y con Juan (Juan Peláez/Octavio Galindo), el vecino que tenía fama de mujeriego y que siempre metía a la familia en problemas, Además tenían una relación estrecha con la ama de llaves, Gumara (Aurora Alonso).
En 2021 se anunció que habría "Papa Soltero... 25 años después", pero hasta el momento no ha sido aprobada su producción.

## Personajes
- Don César Costa - (César Costa)

Es un soltero codiciado con carácter optimista, excantante de la era del rock and roll de la década de los 60 en México, actual productor de televisión. Tiene 3 hijos (Miguel, Alejandra y Cesarín) que todos los veranos pasan sus vacaciones con él. Al morir su exesposa, los abuelos maternos de los niños los cuidan hasta que un día llegan a vivir al departamento de Don César y él tiene que dejar su vida de soltero a un lado para convertirse en un padre ejemplar para sus hijos; sin embargo, la soltería nunca la deja del todo, aunque sabe que lo más importante, es su familia.
- Miguel Costa - (Gerardo Quiroz)

Es el hijo mayor de Don César. Entusiasta, responsable. Miguel es amante del deporte, lo que más desea es que su padre esté orgulloso de él. Al llegar al departamento de Don César cuenta con aproximadamente 15 años de edad. En los primeros capítulos de la primera temporada, es un poco irreverente y estrafalario, pero esos rasgos se suprimen con el paso del tiempo. Es el más responsable y centrado de los 3 hijos, pero no deja de lado sus impulsos de joven. Por amor es capaz de aguantar casi todo. Como ejemplo está que dentro de las primeras temporadas planeó casarse y trabajar en una cafetería, sin dejar de estudiar la preparatoria sólo para que su novia, Paty, no se fuera a vivir lejos. Se enamora de Tania, la compañera de grabación de Alejandra y mantienen una relación a distancia, pues ella se muda a Monterrey más tarde en la serie. Miguel mantiene una relación típica de hermanos con Cesarín y Alejandra, pero con esta última es con quien más pelea. Sin embargo, los tres hermanos, a pesar de sus peleas, siempre se apoyan, Miguel termina la preparatoria y cursa la carrera de publicidad, colocándose como ejecutivo de agencia. En el capítulo final "El último papá soltero", Miguel se muda a Monterrey pues le ofrecieron un mejor trabajo en el área de publicidad en una empresa de galletas. Él se va esperando concretar su noviazgo con Tania, y se lleva a Cesarín junto con el.
- Alejandra Costa - (Edith Márquez)

Es la única hija de Don César y segunda de los hermanos Costa. Ale llega al departamento de Don César con un gran moño y peinado al estilo Madonna de los década de los 80's, unos frenos (o brackets), y con un gran abrazo hacia su papá. Es una niña responsable, estudiosa, pero a la vez vanidosa, con tal de que sus hermanos se refieren a ella como la berrinchuda. Siempre está en una eterna búsqueda por su personalidad y su estilo, pero los valores inculcados por su padre siempre salen a flote en cualquiera de sus dilemas. Con su padre, por lo general es una persona dócil, pero es extremadamente celosa hacia cualquier mujer que muestre interés por Don César. Ella quiere y apoya a sus hermanos, a pesar de sus peleas a diario con ellos. Orgullosa y enamoradiza, Alejandra protagoniza varios capítulos de la serie por su particular carácter. Ale mantiene algunos secretos que no revela a su familia hasta tiempo después, como su talento musical para componer o cantar. Más adelante, ella deséa lanzarse como cantante profesional, al lado de su compañera de grabación Tania (Lolita Cortés). Alejandra encuentra a Quique (Jorge Levy) después de unos años de no verse y decide casarse con el, y ellos mantienen un matrimonio estable. Llégan a tener una bebita llamada Cristi, razón por la cual deja su carrera artística al enterarse de su embarazo. Ale visita a su papá los fines de semana junto con su esposo y su hija.
- Cesarín/César Costa hijo - (Luis Mario Quiroz)

Es el hijo menor de Don César. En el capítulo de estreno es precisamente él quien presenta el argumento de la serie. Él mismo se presenta como un niño de 10 años, aunque su edad varía un poco entre la primera y cuarta temporada. Cesarín comienza la vida en el departamento de Don César como un niño común y corriente, sensible y con un amor a su ratón Sócrates, los videojuegos, luchas, y en especial a Lucerito. Al crecer, se vuelve aficionado a las patinetas y a grupos como los Microchips. Su rebeldía, falta de entusiasmo por el estudio y flojera en ocasiones, comienzan a dejarle dolores de cabeza a Don César. Su búsqueda a salidas fáciles para hacer las cosas es uno de los temas más socorridos en la historia, al grado de robar exámenes, ver la televisión por un espejo estando castigado o gastarse todo el dinero de un viaje a la playa sólo para apantallar muchachas. Tanto es su cambio a lo largo del programa que él mismo se sobrenombra "la oveja negra de la familia". Sin embargo, en las últimas temporadas, Cesarín cursa la prepa abierta y comienza a trabajar en una pizzería, donde sube de puesto hasta convertirse en gerente. Cesarín es un buen chico que siempre enmienda todos sus errores, y se considera una persona muy derecha. En el último capítulo "El último Papá Soltero", Cesarín le entrega su certificado de preparatoria a su papá y le dice que se va a estudiar una carrera como su papá siempre lo quiso. Cesarín se va a estudiar a Monterrey, acompañando a Miguel.
- Apolonio Contreras "Pocholo" - (José Luis Cordero)

Es el gato del edificio donde víven los Costa, entre otros personajes. Es hijo de la portera. Es un poco chismoso e inoportuno, dejando a los vecinos a veces con canas verdes, y al darse cuenta de sus errores, siempre clama sus frases "uy aquí lo subestíman a uno" o "me habla Chonita  la del 4", sin embargo es muy servicial y de gran corazón. Amante de la lucha libre y de evitar cualquier problema, Pocholo siempre ha deseado tener una familia y eso es lo que encuentra con los Costa. Su mejor amigo en la historia es Cesarín y Pocholo siempre le sirve al joven de desahogo. Su relación como amigos es tan fuerte que en el último capítulo, Cesarín le comenta que él siempre ha sido su mejor amigo. Pocholo mantiene un noviazgo con Cleo, la sirvienta de Juan que es el mejor amigo de César y siempre se la pasa molestando a Gumara, el ama de llaves de los Costa. A lo largo de la historia, conoce a diferentes mujeres que se enamoran de su sencilla personalidad y su gran corazón, pero nunca permanece con ninguna. En las últimas temporadas de la serie, adopta a Chito, un niño de la calle que vive con él y, finalmente estudia y comienza a superarse para convertirse en paramédico, una profesión que él siempre admiró. Un detalle muy interesante, pero poco notado en la serie es que Pocholo tiene una habilidad para tocar la harmónica, y es visto tocándolo en unos capítulos como "Pocholo Blues" por ejemplo, usándolo como forma de desahogarse. 
- Gumara - (Aurora Alonso)

Es la chacha de los Costa, alegre, sensible, amante de las telenovelas y una excelente cocinera, Gumara forma parte de la familia desde mucho antes que la serie comienza, mencionado en el primer capítulo. Gumara es muy eficiente en su trabajo, pero un poco metiche en los asuntos personales de los hijos Costa, en especial con Alejandra. Sin embargo, Gumara jamás hace las cosas con mala intención, si no simplemente para ayudar a la familia que tanto quiere. Aunque no estudió como ella hubiera querido, Gumara ama conocer cosas nuevas y siempre intenta utilizar palabras que cualquier otra persona del nivel de Don César o sus hijos usan, a veces sin resultados muy positivos. Gumara siempre canta y son las canciones que canta a lo largo del programa, las referencias culturales qué era lo que se escuchaba en ese momento. Ella es de la entera confianza de Don César y es la única que se queda en la casa con él, al final del último capítulo. Está enamorada del carnicero. Al inicio del programa portaba una camiseta del programa "Cachún-Cachún Ra-Ra".
- Juan - (Octavio Galindo)

Las primeras emisiones fue interpretado por Juan Peláez. Es el vecino y mejor amigo de César. Alegre, medio pervertido y mujeriego, Juan es el invitado frecuente a las comidas de la familia Costa. Juan es el único rastro de la vida pasada de César, antes de que los niños llegaran a vivir con él, pues siempre lo quiere invitar a fiestas y parrandas, sin tener éxitos al nivel personal en la mayoría de los casos. Aún con toda su vida de soltero incasable e irresponsable que pudiera parecer, Juan es muy competente y capaz en su trabajo como gerente en su empresa. Su habilidad con las matemáticas es tal que Cesarín lo engaña para que haga su tarea una vez. Cansado con su libertad, Juan sorpresivamente se enamora de Elisa (Maya Mishalska) y ella le pide matrimonio. En el capítulo final, la pareja está comenzando a planear su matrimonio y posiblemente la llegada de un hijo.
Cabe mencionar que en los primeros episodios de la serie el personaje del vecino de César Costa se llamaba Julio y era interpretado por el actor Daniel Martín. Posteriormente, Daniel Martín fue sustituido por Juan Peláez y fue entonces cuando el personaje del vecino tomó por primera vez el nombre de Juan, conservándolo el resto de la serie aun después de la salida de Juan Peláez y su reemplazo por Octavio Galindo. Se desconocen los motivos por los que cambiaron de actores.

## Otros personajes
- Tania (La vecina y amiguita de Cesarín) (1987 - 1993) ....Tania Kalil
- Debbie (La secretaria de Don César) (1987 - 1993) .... Martha Escobar
- Inés (Madre de César Costa y Abuela Paterna de Miguel, Alejandra y Cesarín) (1987 - 1993)....Beatriz Aguirre
- Clara (Suegra de César Costa y Abuela Materna de Miguel, Alejandra y Cesarín) (1987, 1992 - 1993)....María Teresa Rivas / Silvia Derbez
- Linda (La mejor amiga de Alejandra en la prepa) (1987 - 1994)....Alejandra Morales
- Paty (La primera novia de Miguel en la prepa) (1988) .... Alejandra Guzmán
- Homero (El amigo inteligente de Miguel) (1988 - 1989) .... Luis Ernesto Cano
- Jorge (Amigo de Miguel en la prepa) (1988 - 1990)....Carlos Aguilar Jr.
- José Armando (Tribilín) (El mejor amigo de Cesarín en la secundaria) (1988 - 1990) .... Alfredo Elizondo
- Lorena (Otra gran amiga de Alejandra en la prepa) (1988 - 1991) .... Lucero Jazmin
- Mauricio (El mejor amigo de Miguel en la prepa) (1988 - 1992) .... Yamil Atala
- Dueño de la empresa de producción (Jefe de César Costa) (1988 - 1993) .... Rolando de Castro Sr.
- Maribel (compañera y mejor amiga de Miguel en la prepa) (1989 - 1990) .... Gabriela Badillo
- Ernesto (Amigo de Miguel y Mauricio en la prepa) (1989 - 1990) .... Israel Jaitovich
- Lorenzo (El primer novio oficial de Alejandra) (1989 - 1990) .... Armando Franco
- Cleo (Empleada del edificio y enamorada de Pocholo) (1990) .... Paola Ochoa
- Andy (Amiga reventada de Cesarín) (1994) ... Andrea Legarreta
- Amara (Amiga de Alejandra, quien estuvo en el viaje de graduación) (1993) ... Amara Villafuerte
- Gabriel (El hijo celoso de Rebecca la novia de Don César a punto de casarse) (1990 - 1992) .... Alejandro Montoya
- Paco (El mejor amigo y pareja de Cesarín en la prepa) (1990 - 1993) .... Sergio Ochoa
- Annie (amiga de Cesarín) (1993) ... Ana Paola Izquierdo
- Vicky (La sobrina de Don César y prima de los hijos Costa) (1991 - 1992) .... Pamela Verni
- Tania (La novia de Miguel y compañera de grabación de Alejandra) (1993 - 1994) .... Lolita Cortés
- Quique (El novio/esposo de Alejandra) (1993 - 1994) .... Coco Levy
- Nancy (La novia de Cesarín en las últimas temporadas) (1993 - 1994) .... Silvia Eugenia Derbez
- Genoveva (Madre de Quique y suegra de Alejandra) (1993 - 1994) .... Virma González
- Braulio (Padre de Quique y suegro de Alejandra) (1993 - 1994) .... Manuel Gurría
- Pepe (Compañero de Cesarín en Pizzas Pink) (1993 - 1994) ... Alan Gutiérrez

## Invitados
Durante las ocho temporadas que duró la serie desfiló una gran cantidad de invitados:
| - Laureano Brizuela (1987, 1989, 1991, 1992) - Daniel Martín (1987) - Microchips (1987, 1989) - Edith González (1987) - Alejandra Maldonado (1987, 1990) - Juan Antonio Edwards (1987) - José Ángel Llamas (1987) - Freddy Ortega (1987) - Eugenio Derbez (1987, 1993) - Usi Velasco (1987) - Eduardo Yáñez (1987) - Rebeca Mankita (1987) - Jorge Alberto Aguilera (1987) - Lorenzo Antonio (1987) - Mariagna Prats - Sergio Ramos "El Comanche" (1988, 1989) - Eduardo Palomo (1988) - Alberto Mayagoitía (1988) - Héctor Álvarez (1988) - Claudia Silva (1988) - Kenya Hijuelos (1988) (acreditada como Verónica Hijuelos) - Héctor Suárez Gomís (1988, 1991) - Cynthia Klitbo (1988, 1992) - Gabriela Goldsmith (1988) - Héctor Bonilla (1988) - Daniela Leites (1988) - "La India María" (1988) - Nailea Norvind (1988) - Armando Araiza (1988) - Amara Villafuerte (1988, 1989, 1990) - Timbiriche (1988) - Lucerito (1988) - Miguel Serros (1988, 1989) - Lourdes Munguía (1988) - Guillermo García Cantú (1988) - Julissa (1988) - Angélica Vale (1988) - Alejandro Ibarra (1988) - Marta Resnikoff (1988) - Arturo Allegro (1988) - Rosario Escobar (1988) - Charly Valentino (1988) - Arturo Lorca (1988) - Karen Sentíes (1988) - Fandango (1989) - Irlanda Mora (1989) - Rubén Morales (1989) - David Ostrosky (1989) - José "Pipino" Cuevas (1989) - Alejandro Tommasi (1989) - Botellita de Jerez (1989) | - Kenny y los Eléctricos (1989) - Cita Hudgens (1989) - Xavier Ximénez (1989) - Alejandra López (1989) - Lucía Pailles (1989) - Jorge del Campo (1989) - Diana Bracho (1989) - Patricia Manterola (1989) - Gerardo Acuña (1989) - Belén Balmori (1989) - Marcela Páez (1989) - Stephanie Salas (1989) - Katia Llanos (1989) - Eduardo Borja (1989) - Ada Carrasco (1989) - Servando Manzetti (1989) - Rubén Morales (1989) - Sergio Mayer (1989) - Mapy Sordo (1989, 1990) - Gloria Izaguirre (1989, 1990) - Angélica Rivera (1989) - Alejandro Ciangherotti III (1990) - Otto Sirgo (1990) - Marcial Casale (1990) - Miguel Ángel Negrete (1990) - Francisco Casasola (1990) - Lucero Lander (1990) - Anahí (1990) - Guillermo Quintanilla (1990) - Amparo Arozamena (1990) - Lilan Davis (1990) - Marisol Santacruz (1990) - José María Fernández (1990) - Jorge Ortiz de Pinedo (1990) - María Luisa Alcalá (1990) - Toño Mauri (1990) - Luisa Fernanda (1990) - Alejandra Peniche (1990) - Carlos Espejel (1990, 1991) - Ricardo Silva (1990) - América Gabriel (1990) - Mario Castañeda (1990) - Carlos Segundo (1990) - Aarón Beas (1990) - Olvia Cairo (1990) - Gabriela del Valle (1990) - Álvaro Tarcicio (1990) - José Luis Vargas (1990) - Lorena Rojas (1990, 1991) - Raúl Magaña (1990, 1993) - Alejandro Montoya (1990, 1993) - Lorena Herrera (1991) - Cecilia Gabriela (1991) | - Lili Blanco (1991) - Moisés Suárez (1991) - Bárbara Ferré (1991) - Vange Tapia (1991) - Dacia Arcaraz (1991) - Eduardo Welter (1991) - Maya Ramos (1991) - Pedro Romo (1991, 1992) - Julieta Rosen (1991) - Maricarmen Vela (1991) - Marisol Mijares (1991, 1992) - Frances Ondiviela (1991, 1993) - Álex Salomón (1992) - Giorgio Palacios (1992) - Alejandro Treviño (1992) - Claudia García González (1992) - Alejandro Aragón (1992) - Kate del Castillo (1992) - Jorge Fink (1992) - Ana María Aguirre (1992) - Saúl Lisazo (1992) - Susana Quintana (1992) - Carlos Águila (1992) - Héctor Soberón (1992) - Alejandro Villeli (1992) - Polly (1992) - Grace Renat (1992) - Andrea Legarreta (1992) - Oscar Traven (1992) - Álvaro Carcaño (1992) - Gabriela Obregón (1992) - Abraham Stavans (1992) - Roxana Chávez (1992) - Patricia Álvarez (1992, 1993) - Mauricio Ferrari (1993) - Jacqueline Voltaire (1993) - Las Tropicosas (1993) - Amairani (1993) - Cecilia Romo (1993) - Gerardo Gallardo (1993) - Alejandro Gaytán (1993) - Lina Santos (1993) - Eva Garbo (1993) - Pedro Maras (1993, 1994) - Flavio César (1993, 1994) - Konnan (1993) - Matricula 2 (1993) - Ivette Proal (1994) - Ana Silvia Garza (1994) - Juan Carlos Barreto (1994) - Roxana Castellanos (1994) - Mercedes Molto (1994) - Julio Bracho (1994) - Eva Calvo (1994) - Isaac Edid (1994) - Maya Mishalska (1994) - Wendy de los Cobos (1994) |

## Episodios
- Anexo:Episodios de Papá soltero

## Especiales de verano
- Conquistas (1989)
- Verano Peligroso (1991)
- Como Calienta el Sol (1993)

## Películas
Tras finalizar la serie, se filmó la película Me tengo que casar en donde continuaban las aventuras de los personajes. La cinta se estrenó el 5 de mayo de 1995.

## Locaciones
La serie se filmó principalmente en los estudios de grabación de Televisa en San Ángel, en escenografías recreadas de los departamentos donde supuestamente habitan los protagonistas en el edificio localizado en la Avenida Porfirio Díaz, Número 105 (Colonia Noche Buena) y en otros lugares de la Ciudad de México; las tomas de apoyo de circunstancia, tiempo y modo se hicieron en el edificio mencionado para contextualizar la situación de la serie. También hubo locaciones fuera de los estudios de grabación de acuerdo a la trama fueron en las playas en Ixtapa-Zihuatanejo, Guerrero.

## Música
Para el opening de las primeras temporadas (1987-1989) se alternaban temas instrumentales con temas de famosos artistas de los 80's, como Miguel Mateos, Heart, Eddie Money, Pet Shop Boys, Men at Work, Men Without Hats, The Outfield, Hombres G, Timbiriche, Billy Joel, así como del grupo peruano "Autocontrol". A partir de 1990 se dejaron solo temas instrumentales hasta el fin de la serie en 1994.

## DVD Y Video
La serie aún no está disponible en ningún tipo de formato, Televisa nunca sacó a la venta en formato VHS o DVD Papá Soltero, aunque existen ya algunas producciones en formato DVD. En la década de los 2010s Televisa lanzó un DVD con algunos episodios de la serie y también la película salió en DVD. Actualmente (2018) la serie ya está disponible en la plataforma de Televisa en línea - BLIM - con 212 episodios.

## Retransmisión
El 16 de febrero de 1989 la serie fue transmitida en Colombia los martes a las 5 de la tarde en la Cadena Dos y era transmitida por la desaparecida programadora Do Re Creativa Tv y fue  sacada del aire en el año de 1990 por baja sintonía.
El 8 de marzo de 2010 se retransmitió por El Canal de las Estrellas en el horario de las 13:30 horas y salió del aire un mes después.
El 19 de mayo de 2010, Papá Soltero comenzó a transmitirse por el canal Clásico TV los miércoles a las 22:00 horas, cambiando el horario a las 16:00 horas el 4 de enero de 2012. Con el cambio de Clásico TV a Distrito Comedia, a partir del 1 de octubre de 2012 la serie se transmite de lunes a viernes a las 13:30 horas. Actualmente la serie ya no se transmite en dicho canal.
Entre enero y junio de 2011, las repeticiones de la serie también se transmitieron por Galavisión, con 4 episodios seguidos de lunes a viernes de 11:00 a 13:00, y durante un periodo más corto, también otros 3 episodios seguidos de 4:30 a 6:00.
El 9 de abril de 2016 la serie comenzó a retransmitirse desde la temporada de 1990, los sábados y domingos a las 6:00 am por el Canal de las Estrellas.
Actualmente (2016) la serie ya está disponible en la plataforma de Televisa en línea - BLIM - con 212 episodios.

## Controversia
El tema musical original de las cortinillas de la serie en su emisión original, fue cambiado en las retransmisiones debido a que Omar Jasso, el autor de dicho tema demandó a Televisa y a los productores Luis de Llano Macedo y Marco Flavio Cruz, ya que nunca recibió el pago por las composiciones y tras un largo juicio, los temas tuvieron que ser cambiados. Lamentablemente el dinero opacó a Jasso, quien prefirió su propio beneficio que respetar al público con el tema original, que era del agrado.

## Premios

### Premios TVyNovelas
| Año  | Categoría                     | Nominado(a)          | Resultado |
| ---- | ----------------------------- | -------------------- | --------- |
| 1989 | Mejor actor cómico            | César Costa          | Ganador   |
| 1991 | Mejor programa cómico         | Luis de Llano Macedo | Nominado  |
| 1993 | Mejor programa cómico del año | Luis de Llano Macedo | Nominado  |